# Chodovlice
Chodovlice (en allemand : Chodolitz) est une commune du district de Litoměřice, dans la région d'Ústí nad Labem, en République tchèque. Sa population s'élevait à 152 habitants en 2021.

## Géographie
Chodovlice se trouve à 13 km au sud-ouest de Litoměřice, à 23 km au sud d'Ústí nad Labem et à 54 km au nord-ouest de Prague.
La commune est limitée par Třebenice au nord, par Úpohlavy et Sedlec à l'est, par Klapý au sud et par Lkáň et Dlažkovice à l'ouest.

## Histoire
La première mention écrite de Chodovlice remonte à 1227.

## Galerie

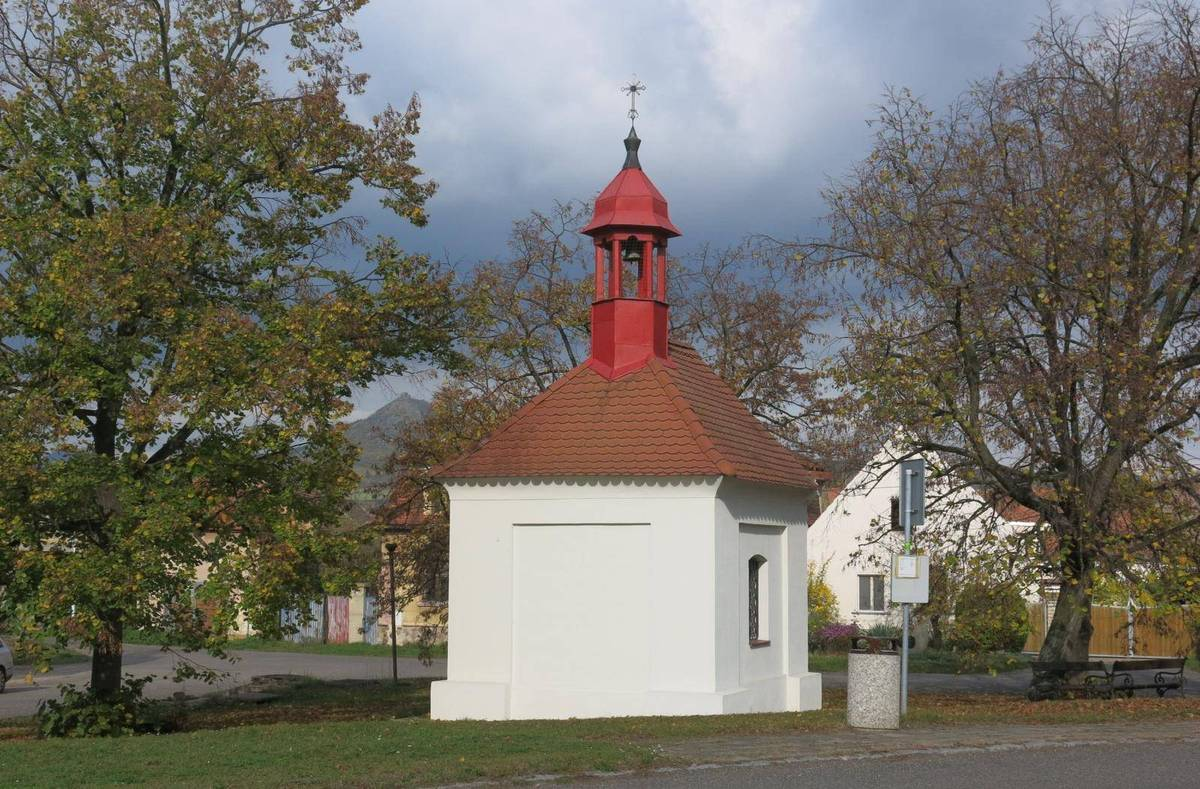
Chapelle Saint-Barthélemy.
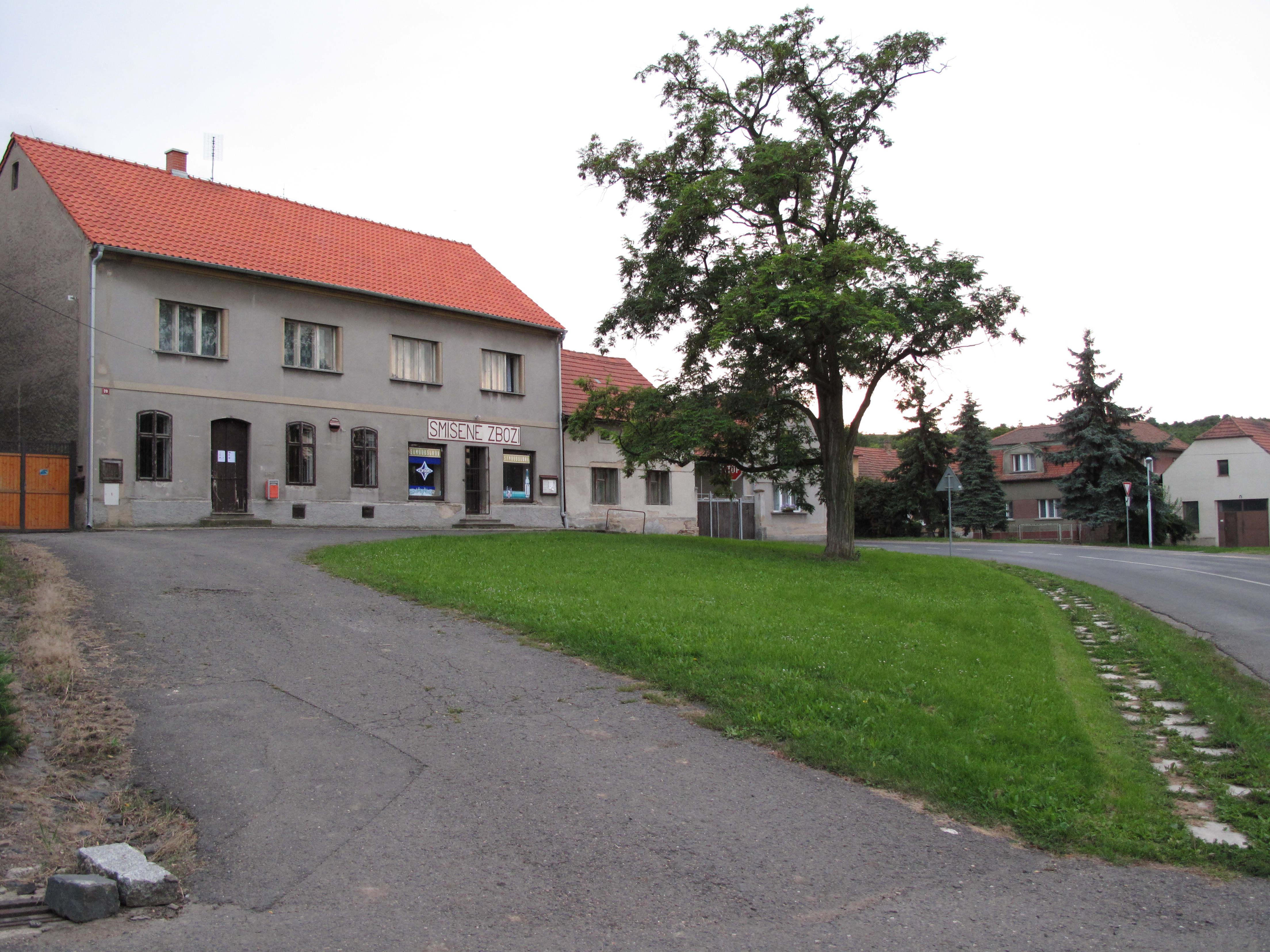
Centre de Chodovlice.

## Transports
Par la route, Chodovlice se trouve  à 8 km de Lovosice, à 15 km de Litoměřice, à 29 km d'Ústí nad Labem, à 69 km de Prague.